# Leptognathia vanhoeffeni
Leptognathia vanhoeffeni är en kräftdjursart som beskrevs av Modest Gutu 1972. Leptognathia vanhoeffeni ingår i släktet Leptognathia och familjen Leptognathiidae. Inga underarter finns listade i Catalogue of Life.